# منطق ثلاثي
المنطق الثلاثي أو ثلاثي القيمة (بالإنجليزية: Ternary logic)‏ (يختصر عادة 3VL) هو أي نظام مؤلف من مجموعة منطق تعددي القيمة حيث تكون لها ثلاث قيم منطقية مشيراً إلى صواب, خطأ وقيمة معينة ثالثة. يمكن مقارنة ذلك بالمنطق الأكثر شيوعاً وهو المنطق الثنائي والذي يزودنا بحالتين فقط هما صواب وخطأ. تبلورت الأفكار الأساسية بداية على يد جان لوكاسيويس، لويس، وسولسكي. بعدها إعيد صياغة هذه الأفكار من قبل غريغور مويسيل بالصورة الجبرية، تم توسيعها أيضا إلى ن-قيم منطقية في 1945.

## تعريفات
في المنطق الضبابي، يمكن معاملة المنطق الثلاثي على أنه أحد أنواع المنطق الضبابي كالما أن قيمته يمكن أن تحمل قيمة مختلفة عن الخطأ (0) أو الصواب (1); معذلك يعرف المنطق الثلاثي بأنه منطق واضح-crisp logic.

### تمثيل القيم
كما هو الحال مع المنطق الثنائي، يمكن تمثيل قيم الصواب والخطأ في المنطق الثلاثي عددياً باستعمال علامات مختلفة من نظام العد الثلاثي. فيما يلي بعض من الأمثلة الأكثر شيوعاً:
- 1 للدلالة على الصواب true، 2 للدلالة على الخطأ false، و 0 للدلالة على اللامعلوم unknown، غير ذي صلة irrelevant، أو كليهما both.[1]
- 0 للدلالة على الخطأ false، 1 للدلالة على الصوابtrue، وعلامة قيمة صحيحة معلومة مثل # أو ½ للقيمة الأخيرة.[2]
- الثلاثي المتزن يستعمل −1 للدلالة على الخطأ false، +1 للدلالة على الصواب true و0 للتعبير عن القيمة الثالثة; يمكن أيضا تبسيط هذه القيم إلى −, +, و0, على الترتيب.[3]

هذه المقالة تركز بشكل رئيس على النظام الثلاثي ذي المنطق الاقتراحي باستعمال قيم المنطق {خطأ false، غير معلوم unknown, وصوابtrue}.

## جدول الصواب الأساسي
في الأسفل جدول الصواب الذي يوضح العمليات المنطقية لمنطق كلين.
| A       | B       | A OR B  | A AND B | NOT A   |
| ------- | ------- | ------- | ------- | ------- |
| True    | True    | True    | True    | False   |
| True    | Unknown | True    | Unknown | False   |
| True    | False   | True    | False   | False   |
| Unknown | True    | True    | Unknown | Unknown |
| Unknown | Unknown | Unknown | Unknown | Unknown |
| Unknown | False   | Unknown | False   | Unknown |
| False   | True    | True    | False   | True    |
| False   | Unknown | Unknown | False   | True    |
| False   | False   | False   | False   | True    |

- ملاحظة: تم الاحتفاظ بالمصطلحات الإنكليزية في الجدول كأفضلية. يمكن للقارئ استنباط التعريب المكافئ من الشرح السابق بالإضافة لاستعمال OR بمعنى «أو»، AND بمعنى «و»، NOT بمعنى «نفي».
- استعملنا حالة اللامعلومية UNKNOWN والتي يمكن تشبيهها بحالة صندوق مغلق يحتوي على حالة غير معلومة ما إذا كانت صواب أم خطأ.

## تطبيقات الإلكترونيات
تدعم نظرية إلكترونيات رقمية أربعة قيم منطقية فريدة (كما هو معرف في في إتش دي إل std_logic):
- 1 أو عالي، للتعبير عن الصواب عادة TRUE.
- 0 أو منخفض، لتمثيل الخطأ عادة FALSE.
- X لتمثيل التعارض "Conflict".
- U لتمثيل عدم التخصيص "Unassigned" أو عدم المعلومية "Unknown".
- - لتمثيل (إهمل القيمة) "Don't Care".
- Z لتمثيل معاوقة عالية "high impedance"، خط غير مغذى.
- H, L وW قيم أخرى لتمثيل المعاوقة العالية.

القيمة "X" لاتوجد حقيقة في عالم الدوائر، فهي ليست سوى حامل أو مخزن في برامج المحاكاة وأغراض التصميم.

## وصلات خارجية
- Jeff's Trinary Wiki
- Steve Grubb's Trinary Website
- Boost.Tribool – an implementation of ternary logic in سي++
- Team-R2D2 - a French institute that fabricated the first full-ternary logic chip (a 64-tert SRAM and 4-tert adder) in 2004
- A polar place value number system for computers and life in general